# Dias Keneszew
Dias Erikuły Keneszew (kk. Диас Ерікұлы Кенешов; ur. 31 marca 1985) – kazachski biathlonista.

## Osiągnięcia

### Zimowe igrzyska olimpijskie
| 2010 Vancouver/Whistler (Kanada)   | 72. (IN), 72. (SP), 18. (RL) |
| 2014 Soczi/Krasnaja Polana (Rosja) | 87. (SP), 18. (RL)           |

### Mistrzostwa Świata
| 2008 Östersund (Szwecja)            | 87. miejsce (IN), 85. miejsce (SP), 22. miejsce (RL) |
| 2009 Pyeongchang (Korea Południowa) | 33. miejsce (IN), 75. miejsce (SP), 20. miejsce (RL) |
| 2011 Chanty-Mansisk (Rosja)         | 76. miejsce (IN), 85. miejsce (SP), 22. miejsce (RL) |
| 2013 Nove Mesto (Czechy)            | 83. miejsce (IN), 20. miejsce (RL)                   |

### Mistrzostwa Świata w letnim biathlonie
| 2007 Otepää (Estonia)          | 25. (MS), 21 (SP), LAP (PU), 32 (skiroll)                      |
| 2008 Haute Maurienne (Francja) | 2. (SP cross), 3. (PU cross), 30 (SP skiroll), 32 (PU skiroll) |

### Miejsca w klasyfikacji generalnej PŚ
| Sezon     | Miejsce |
| --------- | ------- |
| 2008/2009 | 102     |